# Krjukovo

Krjukovo (ryska Крюково) är ett distrikt i Zelenograd, som tillhör Moskvas federala stadsområde. Det var tidigare en by i Moskva oblast. Folkmängden uppgick till 91 184 invånare i början av 2015.
Det var till Krjukovo som Nazitysklands trupper nådde under andra världskriget (41 km från Moskva).